# Exobasidium lushanense
Exobasidium lushanense ist eine Pilzart der Familie der Nacktbasidienverwandten (Exobasidiaceae) aus der Ordnung Ustilaginomycotina. Sie ist ein Endoparasit von Rhododendron simsii. Symptome des Befalls durch den Pilz sind helle Flecken auf den Blättern der Wirtspflanze. Das Verbreitungsgebiet der Art liegt in China.

## Merkmale

### Makroskopische Merkmale
Exobasidium lushanense ist mit bloßem Auge nicht zu erkennen. Symptome des Befalls sind hypertrophische, helle Flecken auf den Blättern. 

### Mikroskopische Merkmale
Das Myzel von Exobasidium lushanense wächst wie bei allen Nacktbasidien interzellulär und bildet Saugfäden, die in das Speichergewebe des Wirtes wachsen. Der Pilz besitzt eine monomitische Hyphenstruktur aus rein generativen Hyphen ohne Schnallen. Die drei- bis sechssporigen, 36–60 × 4–6 µm breiten Basidien sind zylindrisch und an der Basis einfach septiert. Sie wachsen direkt aus der Wirtsepidermis. Die Sporen sind hyalin, zylindrisch bis keulenförmig, dünnwandig und 9–13 × 3–4 µm groß. Reif haben sie ein bis vier Septen. Konidien sind nicht vorhanden.

## Verbreitung
Das bekannte Verbreitungsgebiet von Exobasidum lushanense umfasst nur die chinesische Typlokalität, den Botanischen Garten Lushan in Jiangxi.

## Ökologie
Die Wirtspflanze von Exobasidium lushanense ist Rhododendron simsii. Der Pilz ernährt sich von den im Speichergewebe der Pflanzen vorhandenen Nährstoffen, seine Basidien brechen später durch die Blattoberfläche und setzen Sporen frei. Diese keimen, nachdem sie auf geeignetes Substrat gefallen sind, zu Keimschläuchen, aus denen sich dann neues Myzel entwickelt.